# Marie Frieda Albiez
Marie Frieda Albiez (* 23. Januar 1876 in Basel; † 23. Juni 1922 in Basel) war Begründerin des später in der ganzen Schweiz tätigen St. Katharina-Werks und eine der herausragenden Exponentinnen des sozial-karitativen Engagements vor allem für junge Frauen in der katholischen Diaspora Basel.

## Leben
Die Tochter des Monteur Joseph Albiez und der Maria Anna Turgi besuchte die Katholische Schule in Basel. Bedingt durch den frühen Tod des Vaters begann Frieda Albiez eine Lehre als Glätterin und war danach in verschiedenen Kundenhäusern der Stadt Basel tätig. Eine schwere Erkrankung verhinderte den Eintritt in eine französische Kongregation. Um 1900 erfolgte die Eröffnung einer Wäscherei.
1910 war die Gründung eines Sühnevereins. 1913 folgte der Bezug einer Liegenschaft zur Betreibung des St. Katharinaheim als Rettungsheim mit Lehrwerkstätten für „gefallene und sittlich gefährdete Mädchen“. Später folgte eine Konstitution als Schwesterngemeinschaft. 